# Liste der Stolpersteine in Heusden
Die Liste der Stolpersteine in Heusden umfasst die Stolpersteine, die vom deutschen Künstler Gunter Demnig in Heusden verlegt wurden, einer Gemeinde in der niederländischen Provinz Noord-Brabant. Stolpersteine sind Opfern des Nationalsozialismus gewidmet, all jenen, die vom NS-Regime drangsaliert, deportiert, ermordet, in die Emigration oder in den Suizid getrieben wurden. Demnig verlegt für jedes Opfer einen eigenen Stein, im Regelfall vor dem letzten selbst gewählten Wohnsitz.
Die ersten, bislang einzigen Verlegungen in dieser Gemeinde fanden am 12. März 2019 statt.

## Verlegte Stolpersteine
Im Gemeindegebiet von Heusden liegen drei Stolpersteine, zwei in Nieuwkuijk, einer in Vlijmen.

### Nieuwkuijk
| Stolperstein | Übersetzung | Verlegort             | Name, Leben                      |
| ------------ | --- | --------------------- | -------------------------------- |
|              | HIER WOHNTE HANS LEO ISRAËL BERG GEB. 1885 VERHAFTET 1938 INTERNIERT IN DACHAU ENTLASSEN FLUCHT IN DIE NIEDERLANDE GESTORBEN 30.1.1945 AMSTERDAM | Nieuwkuijksestraat 98 | Hans Leo Israël Berg (1885–1945) |
|              | HIER WOHNTE FRITZ ISRAEL HIRSCHFELD GEB. 1886 DEPORTIERT 1943 AUS WESTERBORK ERMORDET 11.10.1944 AUSCHWITZ                                       | Nieuwkuijksestraat 98 | Fritz Hirschfeld (1886–1944)     |

### Vlijmen
| Stolperstein | Übersetzung                                                                                     | Verlegort | Name, Leben                  |
| ------------ | ----------------------------------------------------------------------------------------------- | --------- | ---------------------------- |
|              | HIER WOHNTE JOSEF HIRNHEIMER GEB. 1904 DEPORTIERT 1943 AUS WESTERBORK ERMORDET 7.5.1943 SOBIBOR | Wolput 12 | Josef Hirnheimer (1904–1943) |

## Verlegedatum
- 12. März 2019